# Шартр (округ)
Шартр (фр. Chartres) — округ (фр. Arrondissement) во Франции, один из округов в регионе Центр (регион Франции). Департамент округа — Эр и Луар. Супрефектура — Шартр.
Население округа на 2006 год составляло 199 633 человек. Плотность населения составляет 94 чел./км². Площадь округа составляет всего 2130 км².